# Campionatele europene de gimnastică feminină din 1983
Campionatele europene de gimnastică feminină din 1983, care au reprezentat a paisprezecea ediție a competiției gimnasticii artistice feminine a "bătrânului continent", au avut loc în orașul Göteborg din Suedia.
Datorită valorii mondiale a gimnasticii europene, campionatele europene de gimnastică feminină au coincis, pentru foarte mulți ani, cu replica sa mondială.